# Schlammschnecken
Die Schlammschnecken (Lymnaeidae) sind eine Familie der Lungenschnecken (Pulmonata) und werden zu den Wasserlungenschnecken (Basommatophora) gerechnet. Sie leben ausschließlich im Süßwasser und sind weltweit verbreitet.

## Merkmale
Die Gehäuse der Schlammschnecken sind bis etwa 7 cm groß, meist konisch und rechtsgewunden. Einige Formen können im Adultstadium ihre Öffnung stark vergrößern, oder besitzen generell napfförmige Gehäuse (Unterfamilie Lancinae). Die Gehäuse sind meist bräunlich und z. T. auch bewachsen. Die Schale ist meist relativ dünn.
Der gelbliche bis grünlichgraue mit dunklen Punkten besetzte Körper kann nicht vollständig ins Gehäuse zurückgezogen werden. Ein Operculum fehlt. Ein charakteristisches Merkmal der Gruppe sind die dreieckigen Fühler, an deren Basis die Augen sitzen. Der Fuß ist breit-oval mit einem gerundeten Hinterende.
Die Tiere sind Zwitter, besitzen aber getrennte Geschlechtsöffnungen. Bei der Kopulation fungiert ein Tier als Männchen, das andere Tier als Weibchen, obwohl ein gegenseitiger Austausch des Sperma möglich wäre. Selbstbefruchtung kann aber vorkommen. Die Eier werden in gallertigen Schnüren oder Klumpen an Wasserpflanzen oder Steinen abgelegt. Die Gelege enthalten weniger als 10 bis zu etwa 300 Eier. Die Entwicklung erfolgt über dotterreiche Eier, aus denen fertige kleine Tierchen schlüpfen.

## Lebensweise

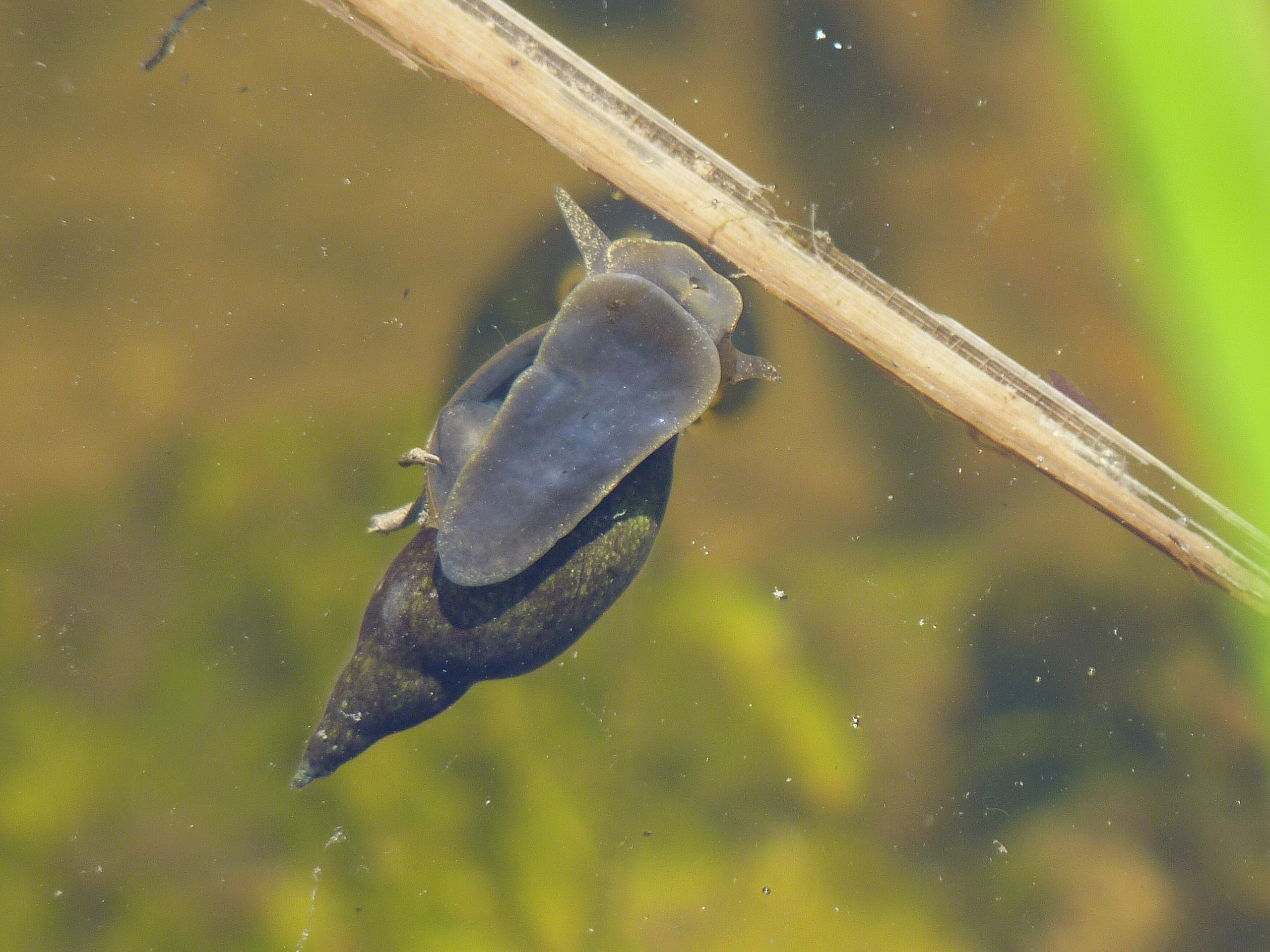
Eine Spitzschlammschnecke gleitet auf der Unterseite des Häutchens der Wasseroberfläche entlang.

Die Tiere leben im langsam fließenden oder stehenden Gewässern. Sie ernähren sich von frischen oder faulenden Pflanzenteilen und Algen, aber auch Aas wird genommen. Häufig findet man sie auch mit dem Fuß nach oben an der Wasseroberfläche sich bewegend. Zur Atmung kommen die Tiere an die Wasseroberfläche und füllen ihre Mantelhöhle durch eine seitliche, verschließbare Öffnung mit Luft. Sie kommen weltweit, mit Ausnahme der Antarktis, von den Tropen bis in die arktischen Gebiete vor.

## Schadwirkung
Einzelne Arten sind bei Massenvermehrung durch ihre Fresstätigkeit Schädlinge an Reispflanzen. Wiederum andere Arten sind Überträger von Krankheiten (z. B. Fasziolose).

## Paläontologie
Fossile Vertreter der Schlammschnecken sind seit dem oberen Jura (Kimmeridgium oder Tithonium, vor ca. 150 Millionen Jahren) bekannt.

## Systematik
Die Familie ist die einzige Familie der Überfamilie Lymnaeoidea Rafinesque-Schmaltz, 1815 und wird von westlichen Autoren derzeit in die zwei Unterfamilien Lancinae und Lymnaeinae unterteilt. Dazu kommen noch zwei ausgestorbene Unterfamilien. Russische Autoren folgen einer grundlegend anderen Einteilung. Nach neueren molekulargenetischen Untersuchungen lassen sich sogar drei rezente Unterfamilien ausscheiden. Es sind nur einige wenige, meist mitteleuropäische Arten ausgewählt.
- Unterfamilie Lymnaeinae Rafinesque-Schmaltz, 1815
  - Acella Haldeman, 1841
    - Acella haldemani Binney, 1867

  - Aenigmomphiscola Kruglov and Starobogatov, 1981[4]
    - Aenigmomphiscola europaea Kruglov & Starobogatov, 1981
    - Aenigmomphiscola kazakhstanica Kruglov & Starobogatov, 1981
    - Aenigmomphiscola uvalievae Kruglov & Starobogatov, 1981

  - Bakerilymnaea Weihrauch, 1964 (auch als Untergattung von Stagnicola)
    - Bakerilymnaea bulimoides Lea, 1841

  - Bulimnea Haldeman, 1841
    - Bulimnea megasoma (Say, 1824)

  - Erinna Adams, 1855 (der Name ist durch Erinna Meigen, 1800 präokkupiert[5])
    - Erinna newcombi H. Adams & A. Adams, 1855

  - Fossaria Westerlund, 1885
    - Fossaria bulimoides (Lea, 1841)
    - Fossaria cubensis (Pfeiffer, 1839)
    - Fossaria modicella (Say, 1825)

  - Galba Schrank, 1803
    - Kleine Sumpfschnecke (Galba truncatula (O. F. Müller, 1774))

  - Ladislavella Kruglov & Starobogatov, 1986 (meist als Untergattung von Stagnicola)
  - Lymnaea Lamarck, 1799
    - Lymnaea fragilis (Linnaeus, 1758)
    - Spitzschlammschnecke (Lymnaea stagnalis)

  - Mantelschnecken (Myxas) G. B. Sowerby I, 1822
    - Mantelschnecke (Myxas glutinosa (O. F. Müller, 1774))

  - Omphiscola Rafinesque, 1819
    - Längliche Sumpfschnecke (Omphiscola glabra (O. F. Müller, 1774))

  - Pseudosuccinea F. C. Baker, 1908
    - Amerikanische Schlammschnecke (Pseudosuccinea columella (Say, 1817))

  - Stagnicola Jeffreys, 1830
    - Raben-Sumpfschnecke (Stagnicola corvus (Gmelin, 1791))
    - Dunkle Sumpfschnecke (Stagnicola fuscus (Pfeiffer, 1821))
    - Stagnicola occultus (Jackiewicz, 1959)
    - Gemeine Sumpfschnecke (Stagnicola palustris (O. F. Müller, 1774))
    - Schlanke Sumpfschnecke (Stagnicola turricula (Held, 1836))
- Unterfamilie Radicinae Vinarski, 2013
  - Austropepla Cotton, 1942
  - Bullastra Bergh, 1901
  - Kutikina Ponder & Waterhouse, 1997
    - Kutikina hispida Ponder & Waterhouse, 1997

  - Radix Montfort 1810
    - Weitmündige Schlammschnecke (Radix ampla (Hartmann, 1821))
    - Ohrschlammschnecke (Radix auricularia (Linnaeus, 1758))
    - Gemeine Schlammschnecke (Radix balthica (Linnaeus, 1758))
    - Alpen-Schlammschnecke (Radix labiata (Rossmäßler, 1835))
    - Radix lagotis (Schrank, 1803)
- Unterfamilie Lancinae Hannibal, 1914 (wird von manchen Autoren als eigenständige Familie bewertet)
  - Fisherola Hannibal, 1912
  - Lanx Clessin, 1882
- Unterfamilie †Scalaxinae Zilch, 195
- Unterfamilie †Valencienninae Kramberger-Gorjanovic, 1923